# معنفوة (حديبو)

تعديل مصدري - تعديل

معنفوة هي إحدى قرى مديرية حديبو التابعة لمحافظة سقطرى، بلغ تعداد سكانها 368 نسمة حسب تعداد اليمن لعام 2004.